# آرون فیلیپس (بازیکن فوتبال)
آرون فیلیپس (انگلیسی: Aaron Phillips؛ زادهٔ ۲۰ نوامبر ۱۹۹۳) بازیکن فوتبال اهل بریتانیا است.
از باشگاه‌هایی که در آن بازی کرده‌است می‌توان به باشگاه فوتبال نانیتون تاون و باشگاه فوتبال کاونتری سیتی اشاره کرد.